# Konstantin Bernhard von Voigts-Rhetz

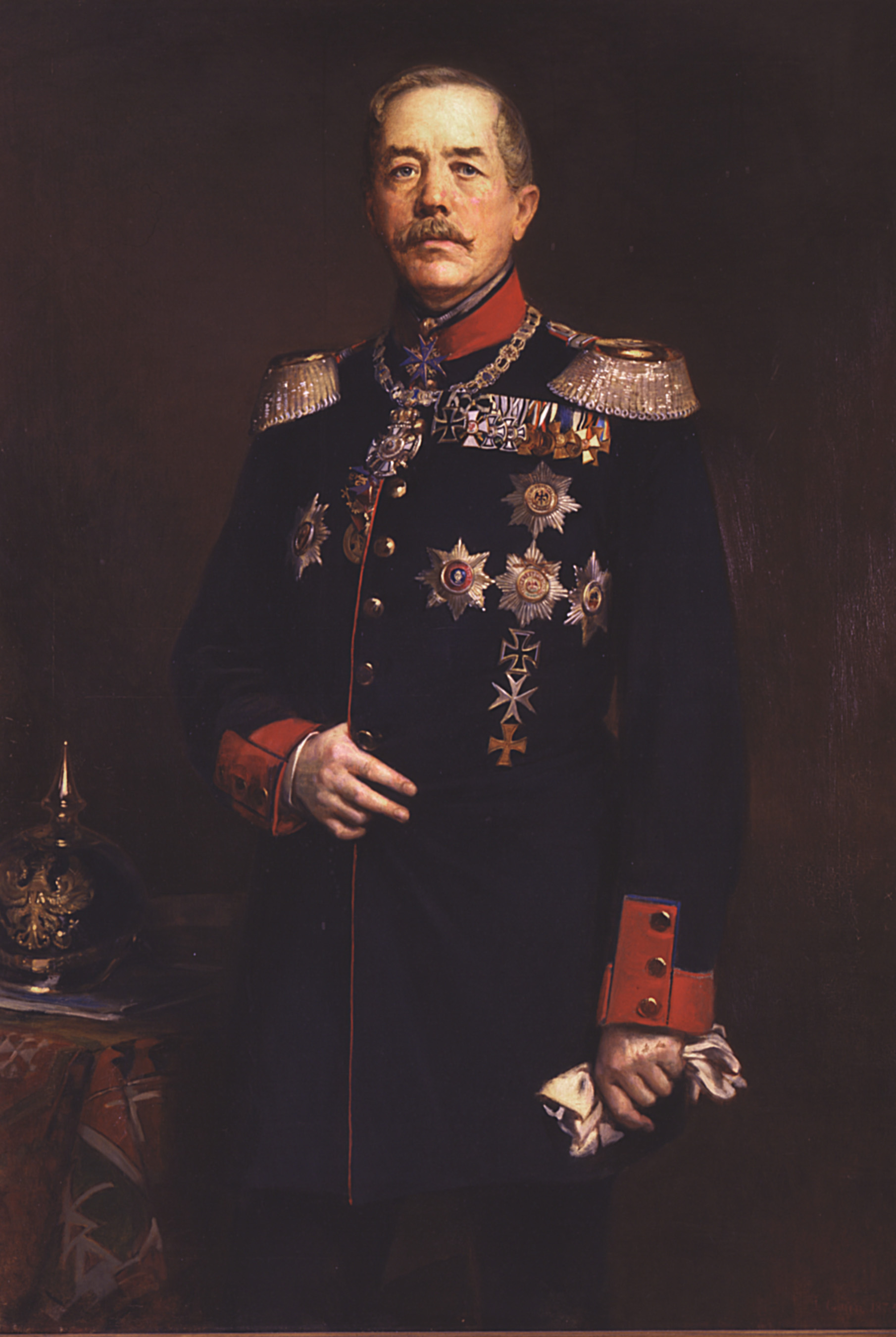
Konstantin Bernhard von Voigts-Rhetz, Gemälde von Julius Grün (1873)

Konstantin Bernhard von Voigts-Rhetz, undatierte Fotografie

Konstantin Bernhard von Voigts-Rhetz, eigentlich Konstanz Bernhard von Voigts-Rhetz, (* 16. Juli 1809 in Seesen; † 14. April 1877 in Wiesbaden) war ein preußischer General der Infanterie.

## Leben

### Herkunft
Konstantin Bernhard war der Sohn des Forst-, Regierungs- und Departementsrates Viktor August Wilhelm Arnold von Voigts-Rhetz (1775–1841) und dessen Ehefrau Dorothea Juliane Karoline, geborene von Uslar (1782–1865). Seine Brüder William und Julius waren ebenfalls Generäle der Preußischen Armee.

### Militärkarriere
Voigts-Rhetz besuchte die Gymnasien in Bückeburg und Minden. Am 7. Oktober 1826 trat er als Musketier in das 9. Infanterie-Regiment der Preußischen Armee ein und wurde dort am 12. Februar 1829 Sekondeleutnant. Zwischen 1833 und 1835 besuchte er die Allgemeine Kriegsschule und wurde dann 1837 zum Topographischen Büro versetzt. 1839 wurde er in den Generalstab kommandiert und 1841 zum Hauptmann befördert. Voigts-Rhetz wurde 1844 Vermessungsdirigent und kam dann 1847 als Major in den Generalstab des V. Armee-Korps. In dieser Eigenschaft zeichnete er sich während der Märzrevolution 1848 in Posen aus, wo er den Aufstand unterdrücken konnte. Dabei geriet er jedoch in einen Widerstreit mit dem königlichen Kommissar in Posen, General von Willisen. Er schrieb daraufhin eine „Aktenmäßige Darstellung der polnischen Insurrektion“ (Posen 1848), die Willisen wiederum zu einem „Offenen Brief“ (Berlin 1848) veranlasste, auf den Voigts-Rhetz eine „Antwort“ veröffentlichte (Berlin 1848).
Außerdem schrieb Voigts-Rhetz eine Denkschrift über die politische Stellung der Provinz Posen zur preußischen Monarchie und die nationale Berechtigung ihrer polnischen Bewohner (Berlin 1849).
In den nächsten Jahren war er beim Generalstab des I. und IV. Armee-Korps sowie beim Großen Generalstab tätig. Im September 1852 wurde er Chef des Generalstabes des V. Armee-Korps. In dieser Stellung erfolgte am 22. März 1853 seine Beförderung zum Oberstleutnant sowie am 12. Juli 1855 zum Oberst. Als solcher war Voigts-Rhetz dann vom 15. Juni 1857 bis 3. Mai 1858 Kommandeur des 19. Infanterie-Regiments. Anschließend erhielt er das Kommando über die 9. Infanterie-Brigade und wurde am 22. November 1858 zum Generalmajor befördert. Aus dem Truppendienst heraus erfolgte am 20. Januar 1859 seine Versetzung nach Berlin in das Kriegsministerium, wo er den Posten als Direktor des Allgemeinen Kriegsdepartements übernahm. Zeitgleich war Voigts-Rhetz auch Präses einer Kommission zur Revision der gesetzlichen Bestimmungen über die Versorgung der Militärpersonen vom Feldwebel abwärts im Zivilleben. Vom 12. Juni 1860 bis 23. Januar 1863 war er Kommandant der Festung Luxemburg, erhielt anschließend das Kommando über die 7. Division und wurde am 29. März 1863 zum Generalleutnant befördert. Am 17. Oktober 1864 folgte schließlich seine Ernennung zum Oberbefehlshaber der Bundesgarnison in Frankfurt am Main.
Im Deutschen Krieg 1866 wurde Voigts-Rhetz zum Chef des Generalstabs der 1. Armee unter Prinz Friedrich Karl Nikolaus von Preußen ernannt. In dieser Stellung hatte er wesentlichen Anteil an den Erfolgen bei Münchengrätz, Podol und Gitschin sowie insbesondere bei Königgrätz. Nach dem Krieg wurde er zum Generalgouverneur der neuen Provinz Hannover und zum Kommandeur des neu formierten X. Armee-Korps ernannt. Nach der erfolgreichen Organisation der preußischen Verwaltung Hannovers trat er in den Rang eines Kommandierenden Generals zurück.
Während des Deutsch-Französischen Krieges 1870/71 führte Voigts-Rhetz das X. Armee-Korps mit großem Erfolg. Er kämpfte unter anderem in den Schlachten bei Metz, Vionville-Mars-la-Tour (16. August), bei der Einschließung dieser Festung und später an der Loire mit großer Auszeichnung und erhielt eine Dotation in Höhe von 150.000 Talern.
Nach dem Friedensschluss blieb Voigts-Rhetz Kommandierender General des X. Armee-Korps. 1873 nahm er seinen Abschied wegen einer Krankheit.

### Familie
Voigts-Rhetz hatte am 4. Juli 1861 in Grevels bei Luxemburg Eleonore Wilhelmine München (1842–1895) geheiratet. Sie war die Tochter des Bâtonniers der Advokaten des Luxemburger Gerichts Franz Karl München. Die Ehe blieb kinderlos.

### Ehrungen
Für seine langjährigen Verdienste wurde Voigts-Rhetz mehrfach geehrt. Am 18. April 1871 erhielt er die Ehrenbürgerwürde der Stadt Braunschweig sowie am 9. Mai 1871 seiner Geburtsstadt Seesen. Das Fort Moselle der Festung Metz erhielt am 1. September 1873 den Namen Fort von Voigts-Rhetz. Wilhelm II. verlieh am 27. Januar 1889 dem Infanterie-Regiment Nr. 79 den Namenszusatz „von Voigts-Rhetz“. In Osnabrück, Braunschweig und Hildesheim wurde 1914 die von-Voigts-Rhetz-Straße nach ihm benannt. In Braunschweig wurde die Straße nach Ende des Ersten Weltkrieges in „Karl-Marx-Straße“ umbenannt und heißt noch heute so.
Voigts-Rhetz war außerdem Inhaber höchster Orden und Ehrenzeichen. So war er u. a. Ritter des Schwarzen Adlerordens, des Pour le Mérite mit Eichenlaub und des Großkreuzes des Roten Adlerordens.

## Schriften
- Aktenmäßige Darstellung der polnischen Insurrektion im Jahre 1848 und Beleuchtung der durch dieselbe entstandenen politischen und militärischen Fragen. Mit Genehmigung Sr. Excellenz des kommandirenden Generals. W. Decker & Comp., Posen 1848. Digitalisat